# Gyöngytyúkfélék
A gyöngytyúkfélék (Numididae) a madarak osztályának tyúkalakúak (Galliformes) rendjébe tartozó család.

## Rendszerezés
A családba az alábbi nemeket és fajokat sorolják:
- Acryllium
  - keselyűfejű gyöngytyúk (Acryllium vulturinum)

- Agelastes
  - fehérmellű gyöngytyúk (Agelastes meleagrides)
  - fekete gyöngytyúk (Agelastes niger)

- Guttera
  - búbos gyöngytyúk (Guttera plumifera)
  - bóbitás gyöngytyúk (Guttera pucherani)

- Numida
  - sisakos gyöngytyúk (Numida meleagris)

(háziasított gyöngytyúk – háziasított változat (fajta) )

## Képek

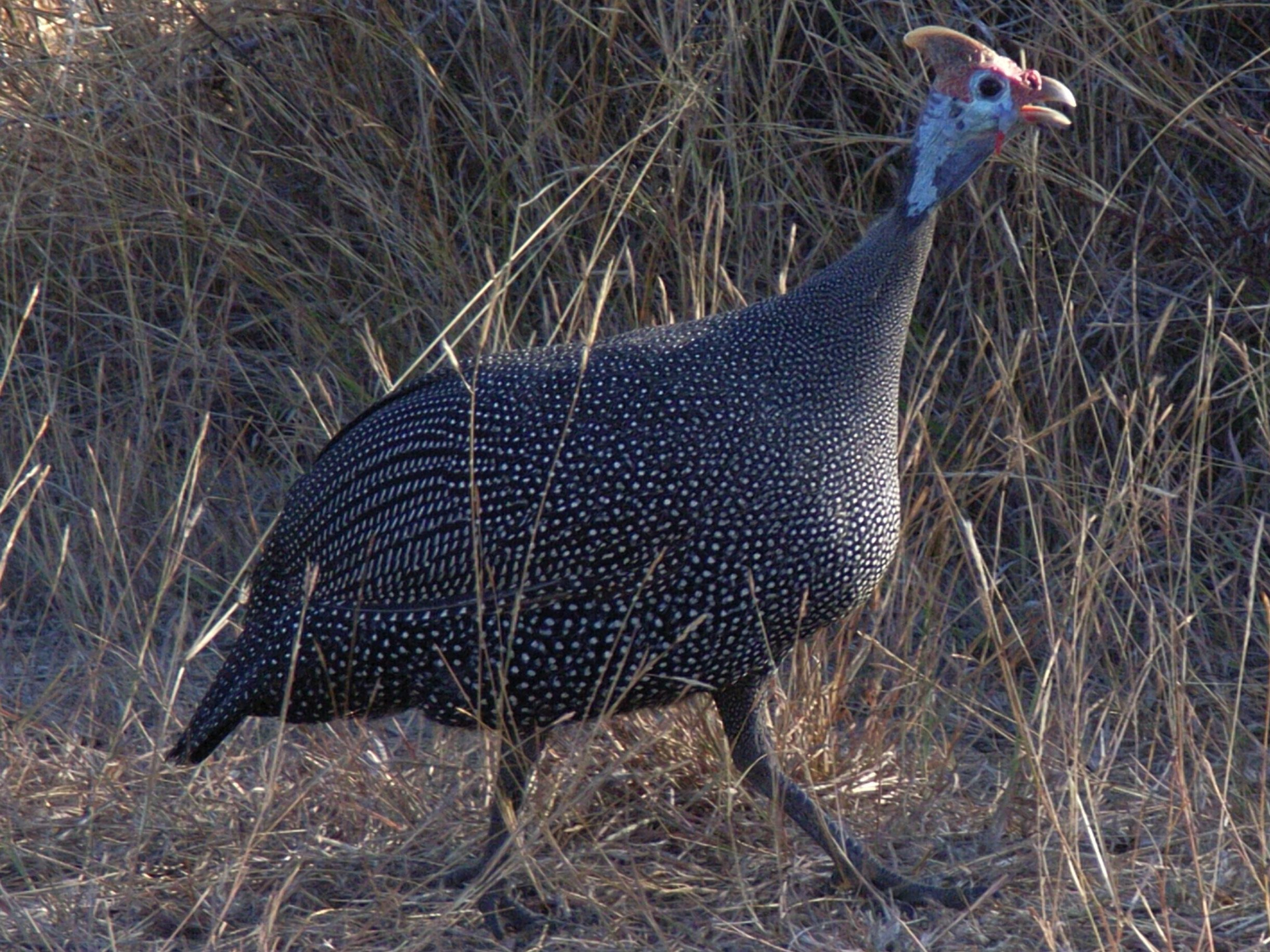
Sisakos gyöngytyúk (Numida meleagris)
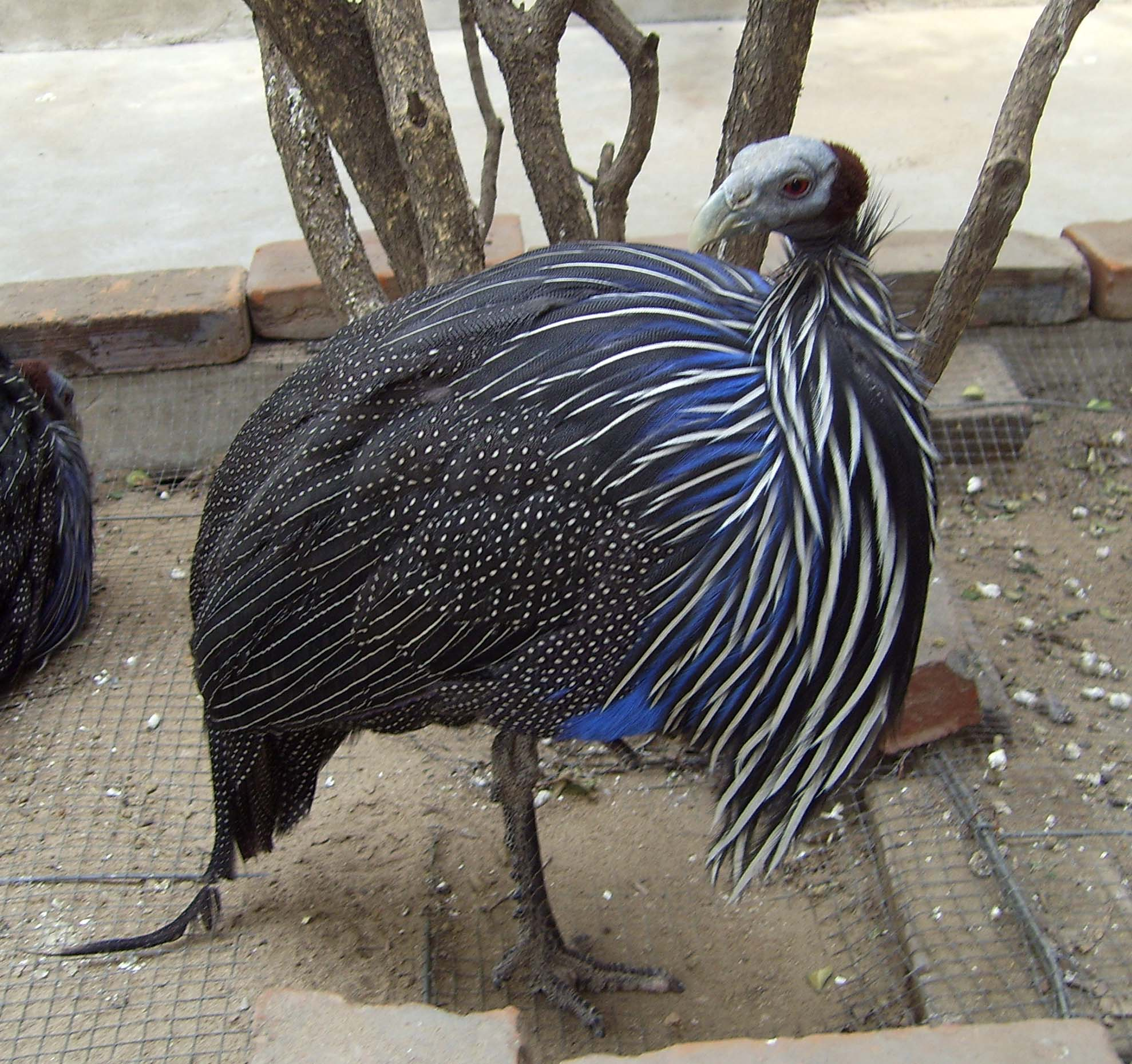
Keselyűfejű gyöngytyúk (Acryllium vulturinum)
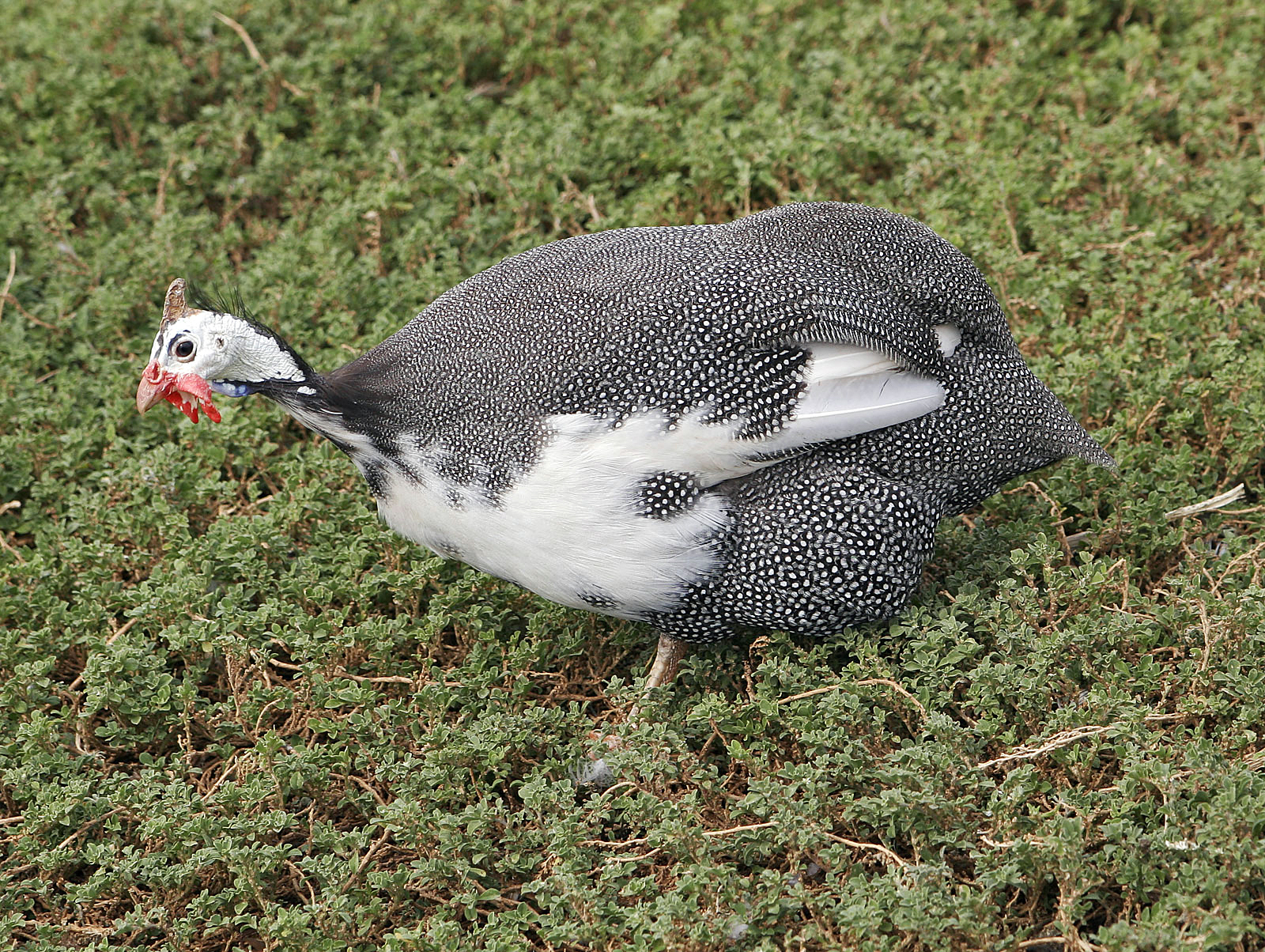
Háziasított gyöngytyúk